# Aeschynanthus littoralis
Aeschynanthus littoralis är en tvåhjärtbladig växtart som först beskrevs av Elmer Drew Merrill, och fick sitt nu gällande namn av Rudolf Schlechter. Aeschynanthus littoralis ingår i släktet Aeschynanthus och familjen Gesneriaceae. Inga underarter finns listade i Catalogue of Life.